# Ditrigona triangularia
Ditrigona triangularia là một loài bướm đêm trong họ Geometridae.